# Il mio diario (Giovanni Ullu)
Il mio diario è un album in studio del cantante italiano di Leo Davide, pubblicato nel 1978.

## Descrizione
L'album è stato pubblicato dalla Philips in formato LP e da esso è stato tratto il singolo Vai alla deriva/Il mio diario.

## Tracce
1. Vai alla deriva
2. Eva
3. Non vorrei mancarti di rispetto
4. Il mio presente
5. Il mio diario
6. Piccola fanciulla di campagna
7. I sentimenti
8. Eccola che vola
9. Ed ora vorresti dirle ti amo (di segreti ne sai così tanti oramai)

## Formazione
- Leo Davide - voce, chitarra, pianoforte
- Walter Martino - batteria, percussioni
- Dino Cappa - basso
- Adelmo Musso - pianoforte, synth, organo Hammond
- Marco Manusso - slide guitar
- Alessandro Centofanti - tastiera, pianoforte, Fender Rhodes
- Fernando Fera - chitarra elettrica, chitarra classica
- Baba Yaga - cori